# اختبار القراءة لنلسون - ديني
ابتكر كل من إم إس نلسون وإي سي ديني اختبار القراءة لنلسون - ديني في عام 1929، وكان كلاهما من أعضاء هيئة التدريس في كلية المعلمين بولاية أيوا. يهدف الاختبار إلى قياس القدرة على القراءة لدى طلاب المرحلتين الثانوية والجامعية. وقد تمت مراجعة الاختبار وتحديثه عدة مرات تحت توجيه جيمس آي براون من جامعة مينيسوتا. ونُشرت آخر مراجعة في عام 1993، كما أنها متاحة من ريفر سايد للنشر في إتاسكا، إلينوي.
يمكن إجراء اختبار نلسون - ديني في شكل مجموعات. ويكون إجمالي الوقت المستغرق في إجراء الاختبار حوالي 45 دقيقة تتضمن الوقت المستغرق في توجيه المفحوصين.
يتضمن الاختبار امتحانين فرعيين يتم تقييمهما بأربع درجات. أول امتحان فرعي هو المفردات، ويتكون من 80 سؤالاً بأسلوب الاختيار من متعدد، وكل واحدٍ منها له خمسة اختيارات للإجابة. ويتم اختيار الكلمات من الكتب المدرسية الخاصة بالمرحلتين الثانوية والجامعية وتختلف في الصعوبة. ويتطلب الامتحان الفرعي الثاني، ألا وهو الفهم، أن يقرأ المفحوصون خمس فقراتٍ قصيرة (مأخوذة كذلك من الكتب المدرسية الخاصة بالمرحلتين الثانوية والجامعية) ثم يقومون بإجابة 38 سؤالاً اختر من متعدد عن محتوى تلك القطعة. وبشكلٍ تقريبي يتصل نصف تلك العناصر بمحتوى واقعي معين، بينما يتميز النصف الآخر بطبيعة استنتاجية بدرجةٍ أكبر. ويتم الحصول على إجمالي علامات القراءة عن طريق جمع علامات اختبار المفردات واختبار الفهم. (تتم مضاعفة العلامة الأخيرة لتعادل العدد الأكبر من العناصر في المجموعة الفرعية الأولى.) كما يتم تقييم معدل القراءة عن طريق مراجعة القطعة الأولى في الاختبار الفرعي الخاص بالفهم.
يستخدم اختبار نلسون - ديني بشكلٍ رئيسي كاختبارٍ لكشف مشكلات القراءة، وكمؤشرٍ على النجاح الأكاديمي، وكمقياسٍ للتقدم الناتج عن التدخلات التعليمية. وتتداخل تلك الوظائف إلى حدٍ ما. وقد تم تسهيل الاستخدام المذكور أخيرًا عن طريق تواجد نموذجين متوازيين لاختبار نلسون - ديني (النموذج G والنموذج H). ولكن يجدر العلم بأن هذا الاختبار غير مناسب للتقييم الإكلينيكي لاضطرابات القراءة، ومع ذلك فإنه من الممكن استخدامه للتعرف على الطلاب الذين يكونون بحاجةٍ إلى إرشادات علاجية للقراءة.

## وصلات خارجية
- Description of test by publisher

‌